# Osdorpplein
Het Osdorpplein is een plein in Amsterdam Nieuw-West, dat ligt tussen Meer en Vaart en Tussen Meer. Het plein is in 1962 vernoemd naar de tuinstad Osdorp waar het een centrumfunctie vervult.
Op het plein bevindt zich sinds 1964 een kinderspeelbad omgeven door het door Gerrit Bolhuis ontworpen kunstwerk "Schaapjes", ook wel "de Lammetjes" genoemd, als speelobject voor kinderen.
Volgens de oorspronkelijke plannen zou de Geer Ban als verhoogd liggende autostadsweg het plein aan de oostzijde met een groot viaduct kruisen, over het grote parkeerterrein heen. In 1978 werd dit plan geschrapt en in de jaren negentig werd het oostelijke deel van het plein bebouwd met een uitbreiding van het winkelareaal maar ook woningen, tot aan  Meer en Vaart. Ook aan de zijde van Tussen Meer kwam uitbreiding met zowel winkels als woningen.
Aan het Osdorpplein liggen theater De Meervaart, het stadsloket en winkelcentrum Westmarket. Het winkelcentrum heeft een multicultureel karakter dankzij de lokale ondernemers. Aan de ene zijde van Westmarket zit naast kleinere winkels met een grote diversiteit in aanbod, ook een foodcourt waar alle smaken van de wereld bij elkaar komen. De andere helft van Westmarket is ingevuld door TK Maxx, een Amerikaanse discountketen.
Het winkelcentrum Osdorp omvat naast het Osdorpplein ook de aangrenzende Tussen Meer, waar op dinsdag een weekmarkt wordt gehouden.
In verband met nieuwbouwplannen rondom het Osdorpplein bedacht het stadsdeel dat de naam van dit gebied "Centrum Nieuw-West" zou moeten gaan worden. Men kwam hiervan terug en in 2019 werd een verkiezing gehouden voor een nieuwe naam. De naam die door bewoners en gebruikers werd gekozen was: "Osdorpplein".

## Tramlijn 17
Sinds 1962 rijdt tramlijn 17 tussen Meer en Vaart en Tussen Meer om het Osdorpplein. Ook was er tot 2017 een enkelsporige lus voor inkortingen via de Van Suchtelen van de Haarestraat. In 1971 nam tramlijn 1 de plaats van lijn 17 in. In 1988 kwam lijn 17 er weer bij en kreeg zijn eindpunt in de lus aan het Osdorpplein. In 2000 werd de rijrichting van de lus omgekeerd (met de klok mee).
In 2001 werd lijn 1 verlegd werd via nieuwe tramsporen over het zuidelijke deel van Meer en Vaart naar de Pieter Calandlaan en verder naar De Aker en werd lijn 17 weer verlengd werd naar het Dijkgraafplein, net als tussen 1962 en 1971.
In 2017 werd de lus buiten dienst gesteld en opgebroken in verband met sloop en nieuwbouw op de plaats van de lus in de Van Suchtelen van de Haarestraat deze buiten dienst gesteld en vervangen door een nieuwe lus aan de andere kant van het Osdorpplein, bij de Osdorpergracht. Daar de ruimte daar beperkt is loopt het spoor eerst naar rechts, kruist dan de trambaan, maakt een lus en komt dan weer uit op de trambaan. Voor de tram wordt de lus alleen gebruikt bij inkortingen bij calamiteiten maar is er dan geen halte. Sinds 3 januari 2021 heeft bus 61 zijn standplaats naast de Osdorpergracht en gebruikt de lus om terug te keren.

## Kunst
Op het plein bevinden zich de volgende kunstwerken: 
- Schaapjes van Gerrit Bolhuis
- De hurkende jongen van David de Goede
- Papieren vliegtuigpijl van Henk Hesselius
- Senza parole van Bert van Loo
- Muurschildering Osdorpplein

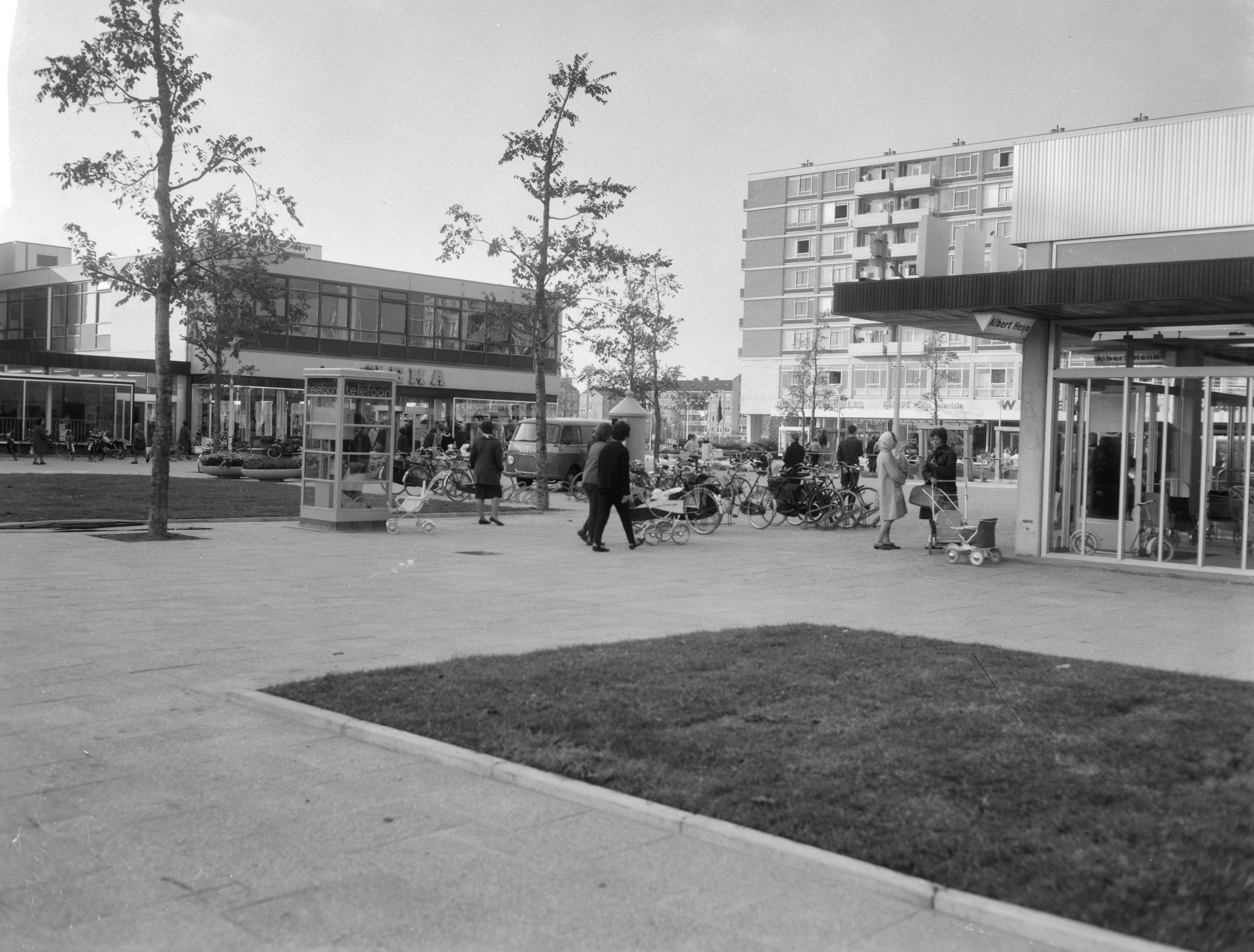
Osdorpplein in 1964
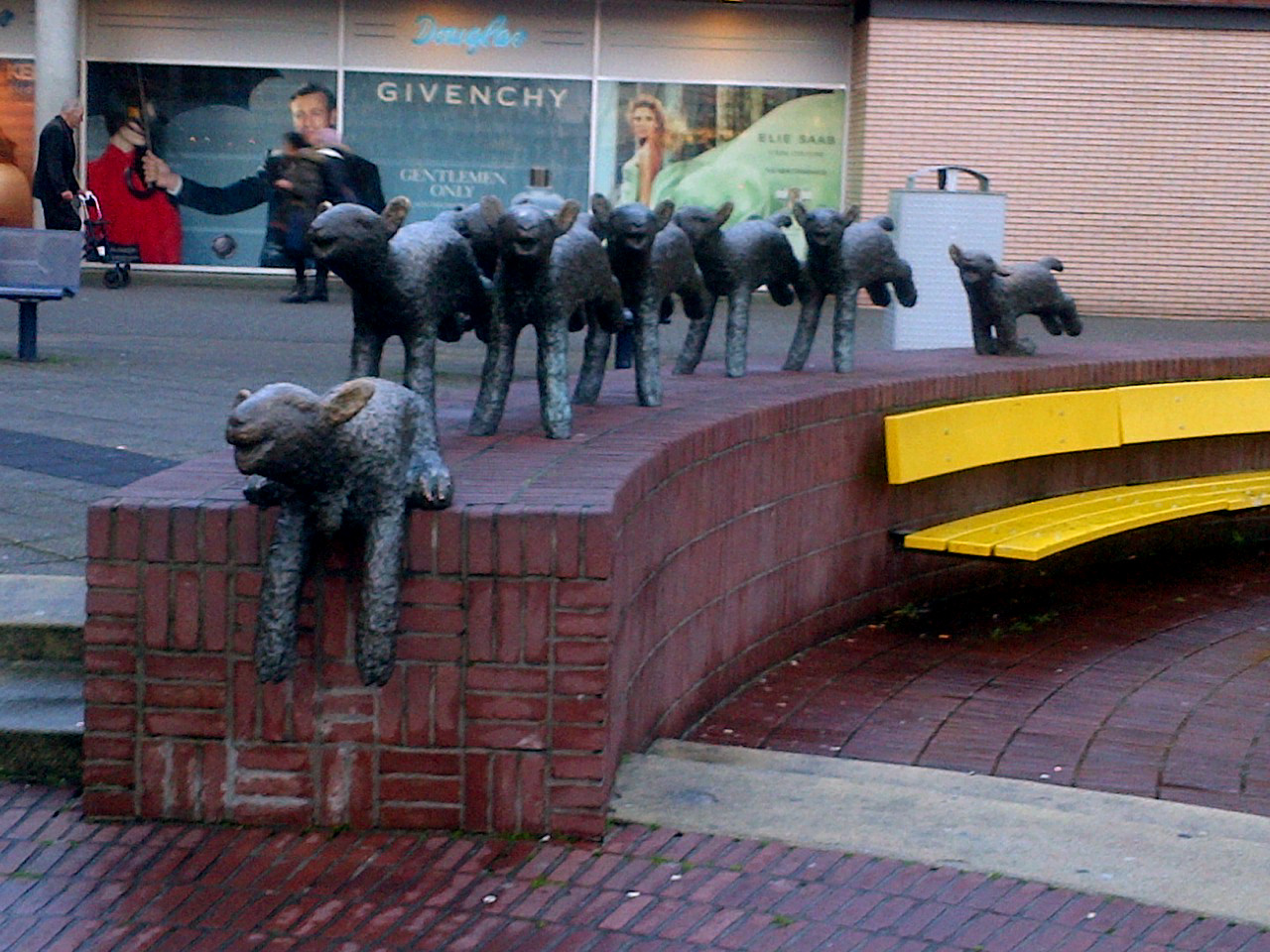
De Schaapjes
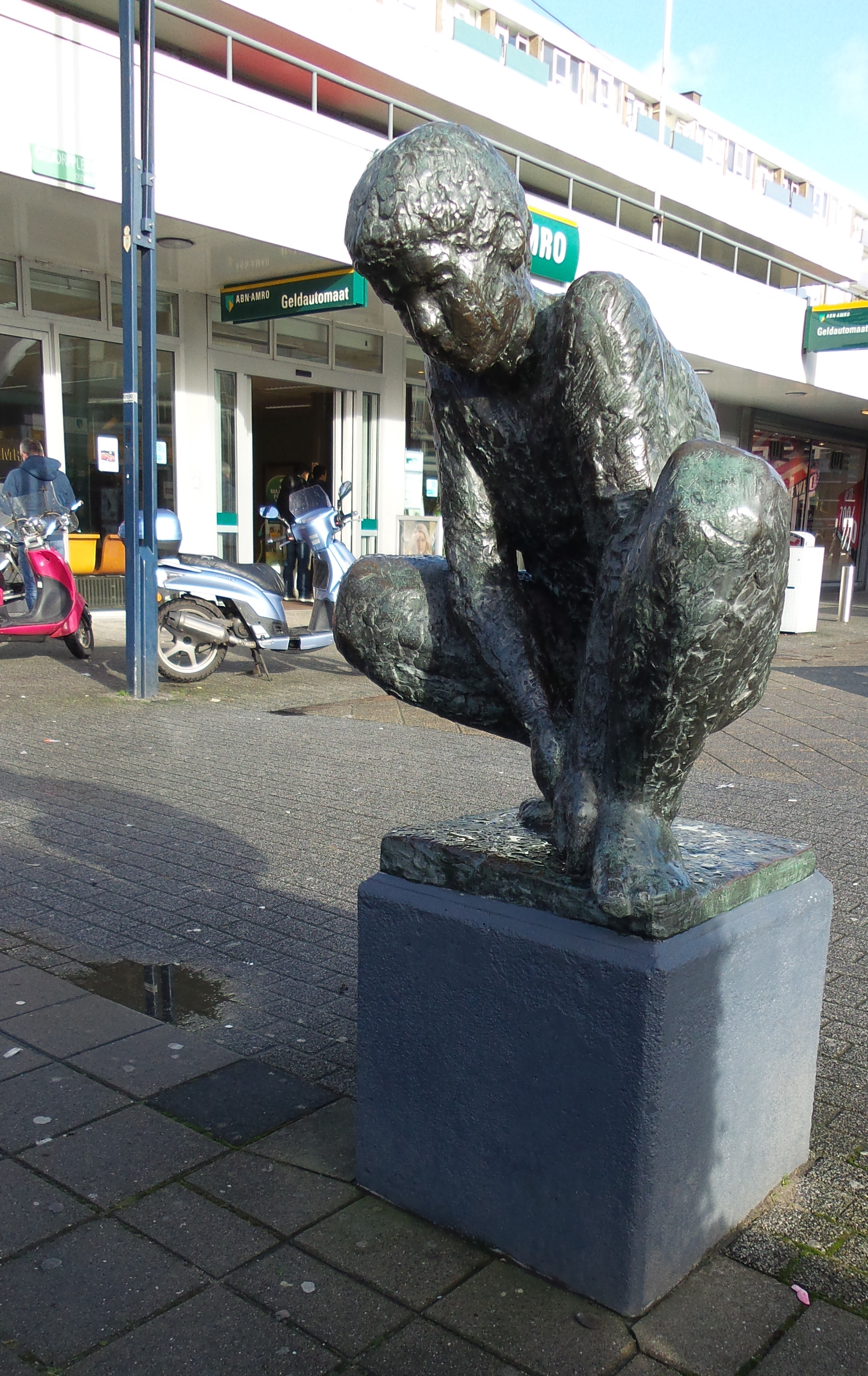
Hurkende jongen
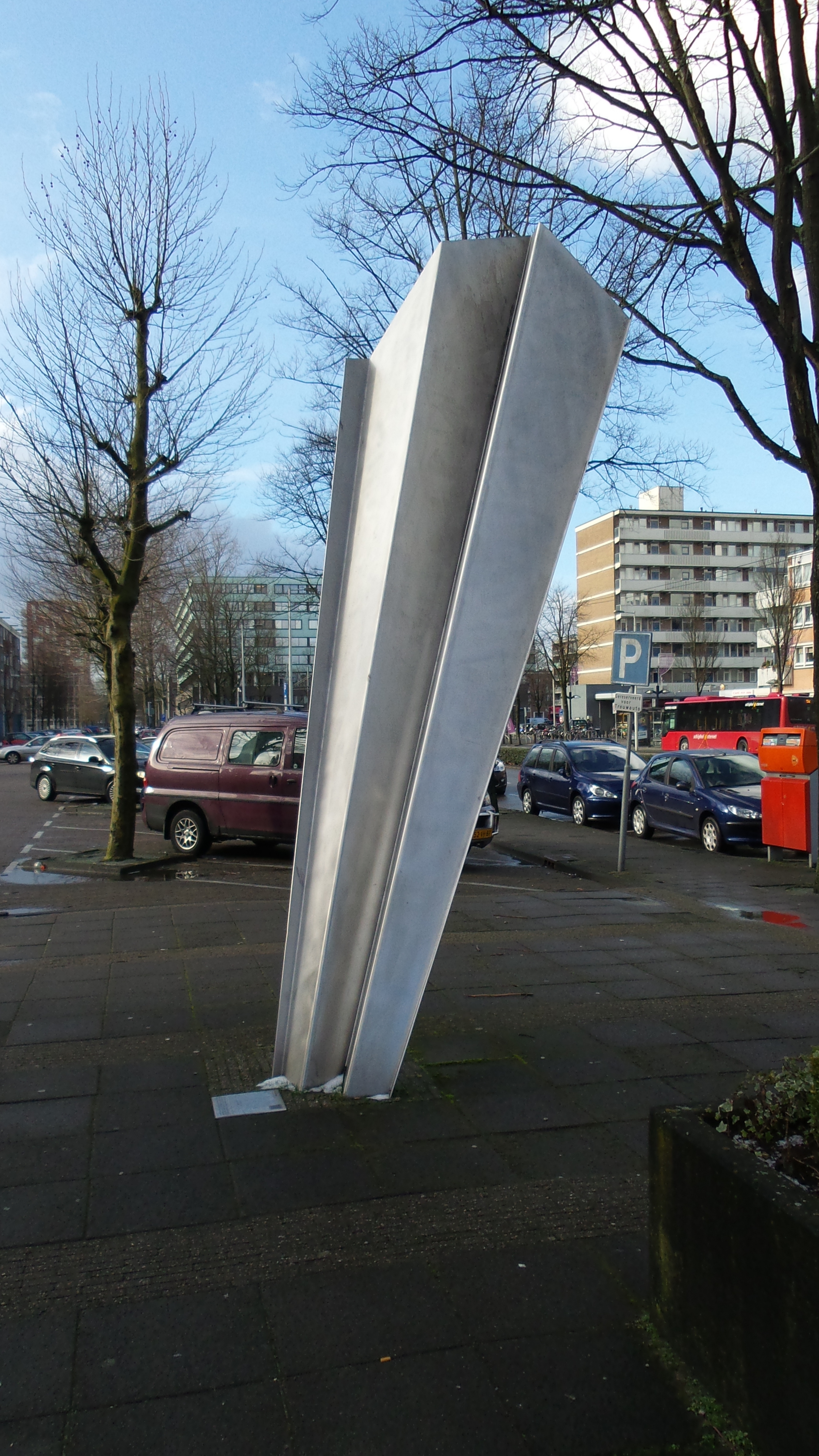
Papieren vliegtuigpijl
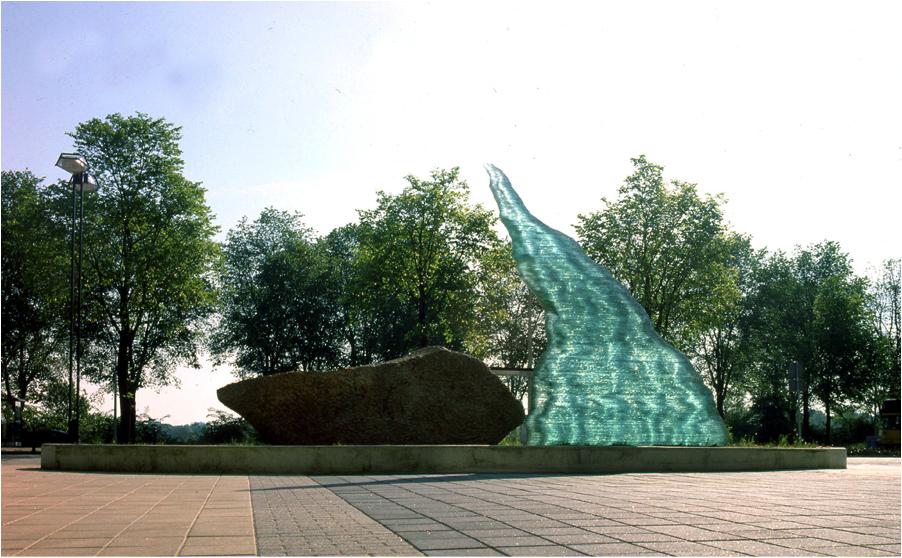
Senza parole
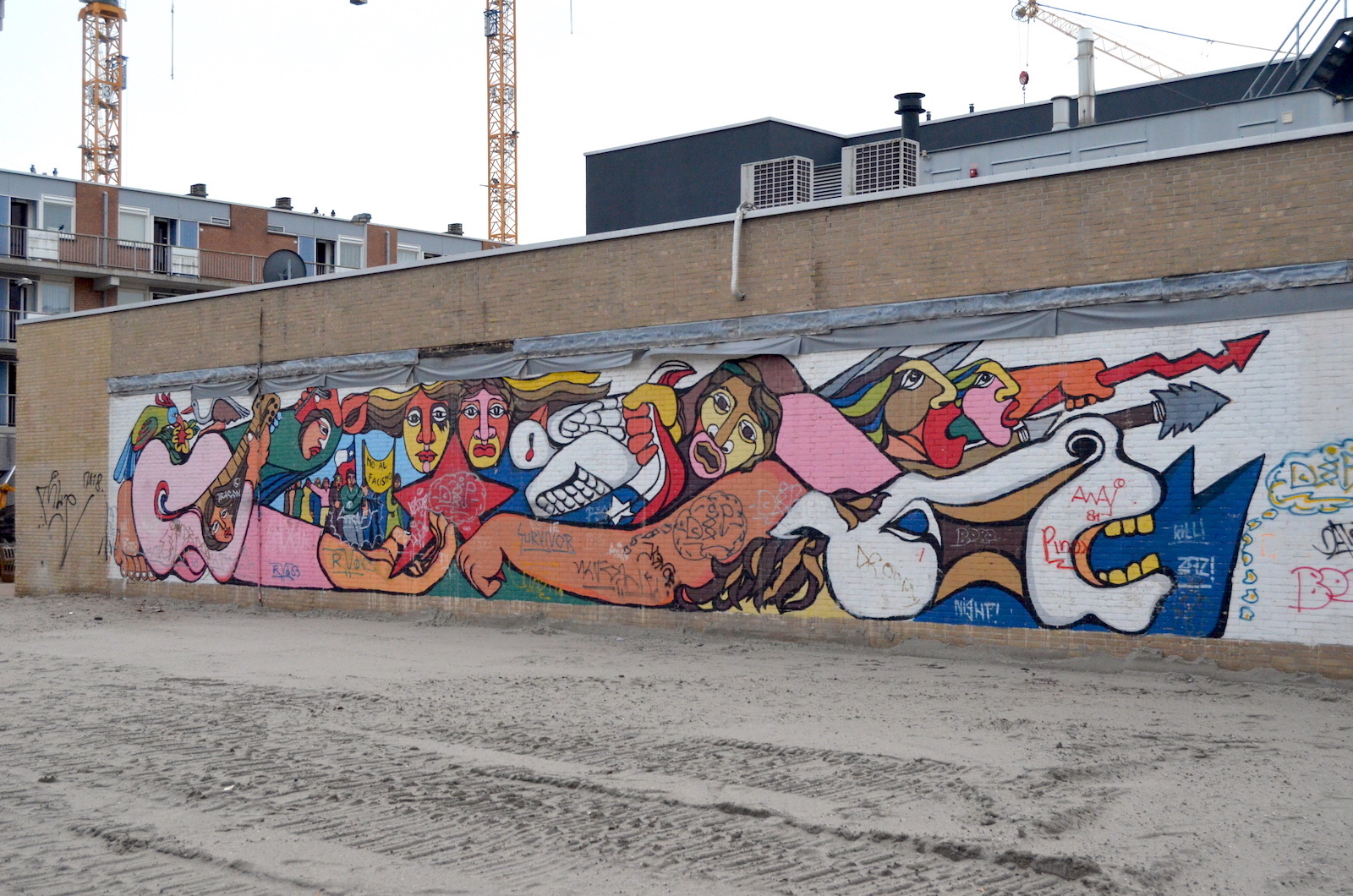
Chileense muurschildering uit 1983 aan het Osdorpplein
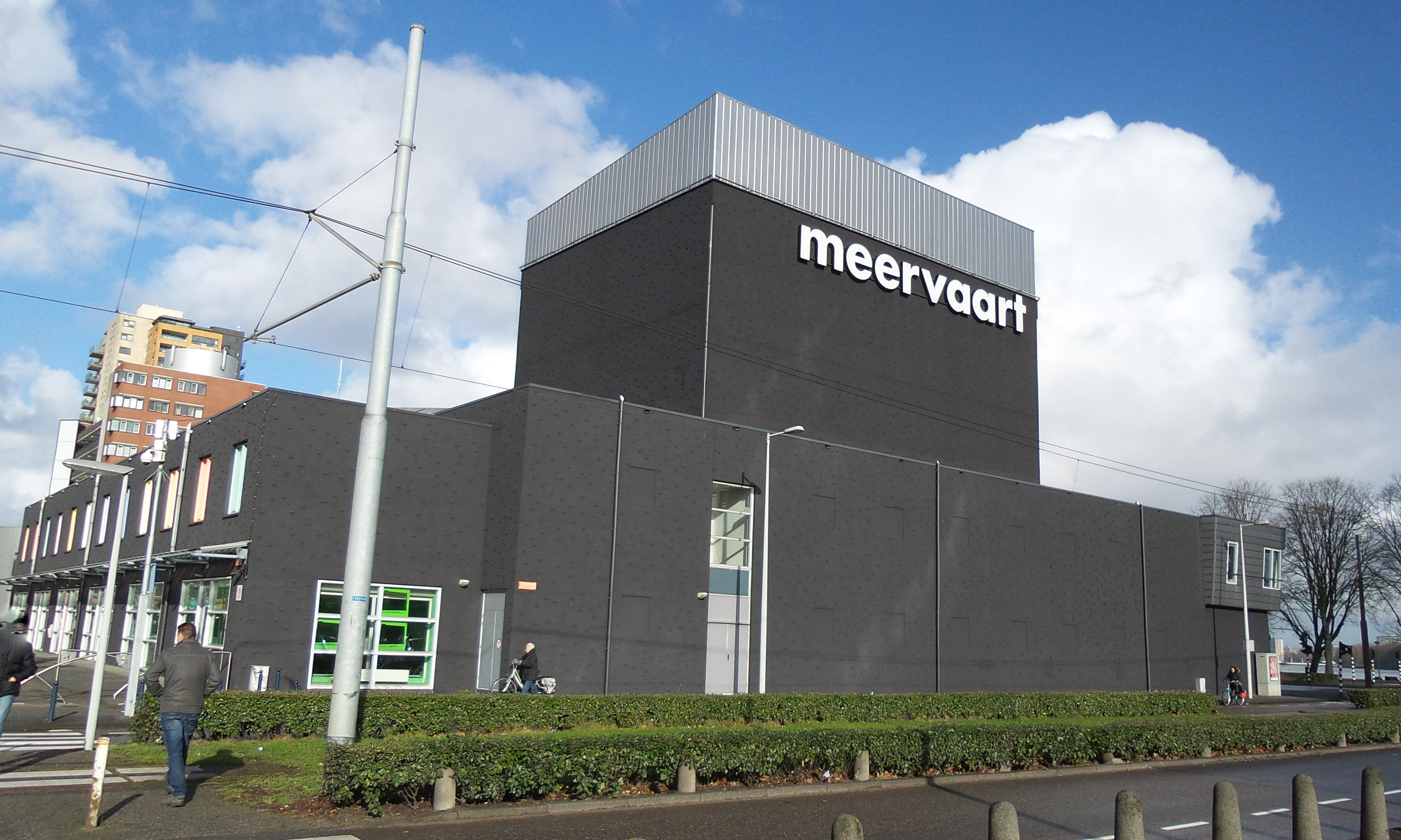
De Meervaart aan de zuidkant van het plein